# 6398 Timhunter
6398 Timhunter eller 1991 CD1 är en asteroid i huvudbältet som upptäcktes den 10 februari 1991 av de amerikanska astronomerna Carolyn S. Shoemaker, E. M. Shoemaker och David H. Levy vid Palomar-observatoriet. Den är uppkallad efter den amerikanska amatörastronomen Timothy B. Hunter.
Asteroiden har en diameter på ungefär 5 kilometer och den tillhör asteroidgruppen Phocaea.